# Sultanat Haushabi
Sultanat Haushabi (arapski: سلطنة الحواشب ) bio je vazalna feudalna država Britanskog Carstva koja je postojala od 1886. do 1967. godine na jugu Arapskog poluotoka sjeverno od luke Aden. Danas je teritorij ovog bivšeg sultanata dio jemenske muhafaze Lahidž.
Sjedište ovog sultanata bilo je grad Al Musaymir.

## Povijest
Pleme Haushabi je još u 10. stoljeću bilo samo jedan izdanak većeg himjarskog plemena koje je živjelo nešto zapadnije u Jemenu, ne zna se gotovo ništa kad su se naselili na svoje današnje planinske teritorije. 
Nakon što je Britanija zauzela luku Aden 1839. godine, ona im je postala odskočna daska za širenje britanskog utjecaja na Južnu Arabiju i Rog Afrike. To se naročito odrazilo na neposredno zaleđe luke Aden, pa tako i na Sultanat Haushabi. Iako malen brojem stanovnika (na početku 20. stoljeća bilo ih je svega 10 000 tisuća, ipak je bio važan jer je držao strategijski put iz Adena za Taizz, a i zato što su se u gornjem toku Wadi Tubana nalazile rezerve vode, kojim se snabdjevao i Sultanat Lahidž.
Sultanat Haushabi je on bio jedan od izvornih Devet kantona, koji je među prvima potpisao ugovor o zaštiti s Britanijom 1888. godine i postao dio Protektorata Aden. On se 1960. godine pridružio novoj britanskoj kolonijalnoj tvorevini Federaciji Arapskih Emirata Juga, te potom 1962. i Južnoarapskoj Federaciji.
Posljednji sultan ove feudalne države bio je: Faysal ibn as-Surur al-Hawshabi, koji je razvlašćen 29. studenog 1967. Tad je ukinut Sultanat Haushabi, i osnovana Narodna Republika Južni Jemen, koja se ujedinila s Sjevernim Jemenom 22. svibnja 1990. u današnju državu Republiku Jemen.

## Sultani Sultanata Haushabi
- al-Fajjar al-Hawshabijski, - ....-1730.
- Sultan al-Hawshabijski, - ....-1800.
- Mani` ibn Sallam al-Hawshabi, - 1839. -  1. lipnja 1858.
- `Ubayd ibn Yahya al-Hawshabi, - 1858. – 1863.
- `Ali ibn Mani` (I)al-Hawshabi, - 1863. -  4. svibnja 1886.
- Muhsin ibn `Ali (I) al-Hawshabi, - 1886. – 1894.
- Britanski protektorat
- al-Fadl ibn `Ali (uzurpator), - 1894. – 1895.
- Muhsin ibn `Ali (I.) al-Hawshabi, -  6. ožujka 1895. – 28. rujna 1904.
- `Ali ibn Mani` (II.) al-Hawshabi, - 1904. - kolovoz 1922.
- Muhsin ibn `Ali (II.) al-Hawshabi, - 1922 - 19.
- as-Surur ibn Muhammad al-Hawshabi, - 19. - 19.
- Muhammad ibn as-Surur al-Hawshabi, - 1947. – 1955. (umro 1955.)
- Faysal ibn as-Surur al-Hawshabi, -  1955. – 29. studeni 1967.[1]

## Poveznice
- Protektorat Aden
- Kolonija Aden
- Federacija Arapskih Emirata Juga